# Antonio Rodríguez Martínez
Antonio Rodríguez Martínez, meglio noto come Toño (Alicante, 17 dicembre 1979), è un ex calciatore spagnolo, di ruolo portiere.

## Carriera
Colleziona le prime presenze da professionista tra i pali dell'Hércules Club de Fútbol, la squadra della sua città, in Segunda División B, la terza serie del calcio spagnolo.
Tra il 2003 e il 2005 milita nel Recreativo Huelva, Segunda División, vincendo il Trofeo Zamora nella stagione 2003-2004, premio che viene assegnato ogni anno all'estremo difensore meno battuto del campionato.
Nella sessione del mercato in vernale della stagione 2004-2005 passa al Racing Santander, facendo così il salto nella massima serie spagnola. In Cantabria viene impiegato come portiere di riserva. Colleziona una sola presenza, alla penultima giornata di campionato, nella partita persa per 2-0 in casa del Málaga, il 22 maggio 2005.
Nel 2006, continuando a non trovare spazio in prima squadra, torna al Recreativo in prestito, e contribuisce alla vittoria della Segunda División e alla promozione in Liga. 
Ritornato al Santander, viene impiegato da titolare e difende con regolarità i pali della squadra neroverde per sei stagioni consecutive, fino al 2012, anno in cui il club retrocede in Segunda.
Toño rimane in Liga, passando al Granada per una stagione e poi all'Elche, dove è il vice di Manu Herrera.
Nel 2014, a 35 anni, passa al Rayo Vallecano. Dopo due stagioni il club madrileno retrocede in Segunda. Toño rimane al Rayo per altri due anni, come portiere di riserva, collezionando poche presenze in campo.
Al termine della stagione 2017-2018, che vede il Rayo Vallecano trionfante in Segunda División, si ritira dal calcio giocato.

## Palmarès

### Club

#### Competizioni nazionali
- Segunda División spagnola: 2

Recreativo Huelva: 2005-2006
Rayo Vallecano: 2017-2018

### Individuale
- Trofeo Zamora della Segunda División spagnola: 1

2003-2004